# Naquadriah
El Nuaquadriah o Naqahdriah es un mineral dentro del universo ficticio de Stargate SG-1
Es un isótopo inestable del Naquadah con mayores propiedades explosivas. También puede ser usado para alimentar motores de hiperespacio con cantidades mucho menores que con Naqahdah, y la gran cantidad de energía producida permite viajes intergalácticos, en tiempos de viaje razonables.
El Naqahdriah se forma a partir de Naqahdah que es sometido a una reacción en cadena de modo artificial. El único planeta conocido que contiene Naquadriah es Lángara, donde yacen grandes depósitos creados hace cientos de años por el Goa'uld Thanos, con otros depósitos que han sido creados por los Kelownans cuando detonaron una bomba de Naqahdriah, un incidente que casi termina con toda la vida sobre el planeta. La exposición sin protección al Naquadriah produce daño cerebral, alucinaciones o esquizofrenia. 
En la tierra, la bomba nuclear Mark IX "Gatebuster" está optimizada con naqahdriah, lo que le permite detonar el naqahdah presente en una Stargate, creando de ese modo una explosión masiva que libera una cantidad de energía tal que prácticamente ningún escudo sirve.
- Datos: Q6037992